# Blandouet

Blandouet este o comună în departamentul Mayenne, Franța. În 2009 avea o populație de 198 de locuitori.